# Widyń
Widyń (bułg. Видин, Widin) – miasto w północno-zachodniej Bułgarii, stolica obwodu Widyń i gminy Widyń, nad Dunajem, przy granicy z Rumunią i Serbią.
Port rzeczny na Dunaju. Przemysłowo-handlowy ośrodek regionu rolniczego; przemysł spożywczy, maszynowy, porcelanowo-fajansowy; rybołówstwo.
Założony przez Rzymian pod nazwą Bononia, na miejscu starszej (III w. p.n.e.) osady trackiej. W czasach starożytnego Rzymu kolejno w prowincjach: Mezja, Mezja Dolna, następnie Dacia Ripensis. Następnie tracony na rzecz różnych plemion w czasie wielkiej wędrówki ludów. W X wieku twierdza bułgarska i stolica biskupstwa; 1003 zdobyty przez Bizancjum; w końcu XII wieku znów w granicach Bułgarii; od około 1363 stolica carstwa widyńskiego. 
1396 opanowany przez Turków; 1794–1807 siedziba i główna twierdza zbuntowanego przeciwko sułtanowi Osmana Pazwanda-ogłu. Od 1878 należy do Bułgarii.
Promowe przejście graniczne z miastem Calafat w Rumunii. W czerwcu 2013 roku otwarto drogowo-kolejowy most Widyń-Calafat.
Widyń jest siedzibą metropolii Bułgarskiego Kościoła Prawosławnego. W mieście znajdują się dwie zabytkowe, siedemnastowieczne cerkwie: św. Paraskiewy oraz św. Pantelejmona, jak również wzniesiony w okresie międzywojennym na miejscu starszej świątyni sobór św. Dymitra Sołuńskiego.

## Miasta partnerskie
- Hódmezővásárhely, Węgry
- West Carrollton, Stany Zjednoczone
- Zaječar, Serbia
- Równe, Ukraina
- Demre, Turcja
- Calafat, Rumunia
- Deggendorf, Niemcy
- Lecco, Włochy
- Ulm, Niemcy
- Debar, Macedonia Północna